# Focke-Wulf Fw 200
El Focke-Wulf Fw 200 Condor (‘cóndor’) fue un monoplano cuatrimotor fabricado por la firma Focke-Wulf; en un principio entró en servicio como transporte de pasajeros y más tarde, durante la Segunda Guerra Mundial, operó como avión de reconocimiento de largo alcance y bombardero antibuque con la Luftwaffe.

## Diseño y desarrollo

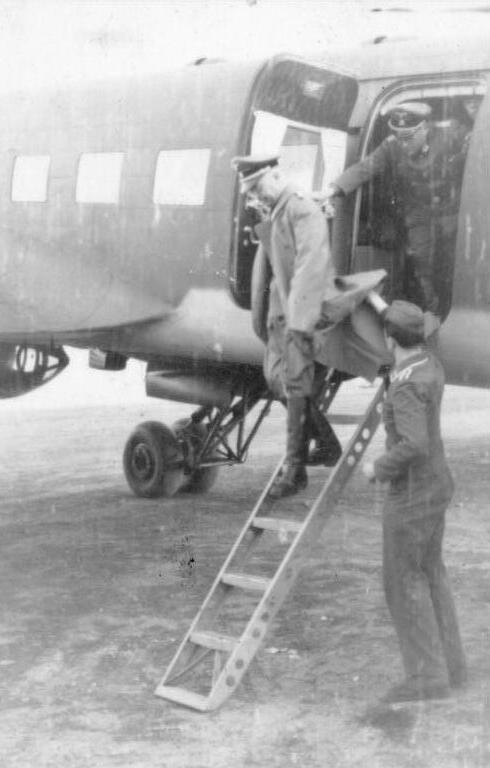
Himmler descendiendo de un FW 200 durante una visita a al Frente Oriental (1943)

Las ideas de Kurt Tank sobre un nuevo avión de transporte para la Deutsche Lufthansa fueron presentadas a los directivos de la compañía el 16 de julio de 1936, junto con la promesa de que el avión volaría en el plazo de un año. En la práctica el Focke-Wulf Fw 200 V1, primero de tres prototipos, en el que se había comenzado a trabajar en el otoño de 1936 con el ingeniero Wilhelm Bansemir como director del proyecto, voló el 27 de julio de 1937.
El avión era un monoplano de ala media de construcción enteramente metálica, estaba equipado inicialmente con cuatro motores radiales Pratt & Whitney Hornet y estaba previsto que transportase hasta un máximo de 26 pasajeros en dos cabinas. El avión estaba recubierto con láminas de metal sujetas a esfuerzos, proporcionando así la resistencia estructural necesaria para las travesías. La mayoría de los controles eran accionados manualmente. Sin embargo, los servocompensadores fueron dotados de engranajes y los compensadores eran operados por sistemas eléctricos. Los flaps eran accionados hidráulicamente (como en el DC-3) y estaban recubiertos con una aleación de magnesio (Elektron).
Los otros dos prototipos, de los que el segundo se convirtió en transporte personal de Hitler, estaban dotados de motores radiales BMW 132G-1 de 720 hp. El tercer prototipo y cuatro ejemplares de la versión inicial de serie Fw 200A fueron vendidos a Lufthansa, otros dos a DDL (Dinamarca) y dos más al socio brasileño de Lufthansa, el Sindicato Cóndor.
El prototipo, redesignado Fw 200S-1 y bautizado Brandenburg, realizó una serie de vuelos récord en 1938, que comenzaron el 10 de agosto cuando el piloto de Lufthansa Alfred Henke voló sin escalas de Berlín a Nueva York en un tiempo de 24 horas y 56 minutos, volviendo el 13 de agosto en un tiempo de 19 horas y 55 minutos. El 28 de septiembre, el mismo aparato estableció un récord en la ruta Berlín-Tokio, con escalas en Basra, Karachi y Hanói, empleando 46 horas y 18 minutos. Lufthansa recibió más ejemplares antes de que comenzase la Segunda Guerra Mundial, y uno de los supervivientes efectuó el último vuelo regular de la línea antes del armisticio, al volar de Barcelona a Berlín el 14 de abril de 1945.
El vuelo a Tokio del prototipo tuvo como resultado un encargo de cinco aviones comerciales por parte de Dai Nippon KK. Además, la Armada Imperial Japonesa pidió un único aparato de una versión para misiones de reconocimiento marítimo, por lo que Kurt Tank diseñó el prototipo Fw 200 V10 con equipamiento militar. No obstante, ningún ejemplar de ambas versiones fue enviado a Japón. Este aparato tenía depósitos de combustible de mayor capacidad y estaba armado con una ametralladora MG 15 en torreta dorsal y otras dos MG 15 tirando hacia delante y atrás desde los extremos de una góndola ventral. 
A partir de este modelo se desarrolló el Fw 200C, que entró en servicio como transporte durante la invasión de Noruega, encuadrado en el KGrzbV 104. El Fw 200 Condor se convirtió en una plaga para los buques aliados a raíz de su entrada en servicio en el Fernaufklärungstaffel (luego I/KG 40) (escuadrón de reconocimiento a larga distancia) del teniente coronel Edgar Petersen el 8 de abril de 1940, como avión de reconocimiento marítimo de largo radio de acción.

### Ases del grupo KG 40
- Rudolf Mons (1914-1943)
- Edgard Petersen (1904-1986)
- Heinrich Schlosser (1908-1990)
- Fritz Fliegel (1907-1941)

## Historia operacional
El prototipo Fw 200 V1 'Bremen' fue enviado al Reichsluftministerium con el número de serie D-ACON (W.Nr.2000) en 1938.
En la Deutsche Lufthansa ingresó el primer prototipo, el Fw 200 V1 Saarland (Sarre) con serial D-AERE, volando por primera vez el 27 de julio de 1937. En 1938 fue renombrado como Brandenburg (Fw 200S-1), serial D-ACON (ex D-AERE). El 10 de agosto de 1938, este avión voló de Berlín a Nueva York. El 28 de noviembre de 1938 voló la ruta Berlín-Basora-Karachi-Hanói-Tokio. Voló exitosamente a Tokio, pero se estrelló cerca de Manila por falta de gasolina.
En 1938, la aerolínea danesa Det Danske Luftfartselskab A/S (DDL) adquirió un Fw 200A-1 (W.Nr.2894), que fue puesto en servicio en julio de 1938 como OY-DAM Dania. El 9 de abril de 1940 fue requisado por los británicos.
Al inicio de la guerra, el Fw 200A-8 Abaitara fue usado por el Sindicato Cóndor, con el serial PP-CBI de Brasil, en 1940. Este fue uno de los dos Fw 200 (el segundo fue el Fw 200A-7, Código РР-СВJ) operados desde los años treinta hasta la Segunda Guerra Mundial. Este avión se perdió en una colisión con un DC-3 en el Aeropuerto Santos Dumont en Río de Janeiro.
En 1940, el Fw 200Ka-1 (Fw 200 V2) ex Dania fue usado por la British Overseas Airways Corporation con el número de registro G-AGAY. El 9 de abril de 1940, el día que Alemania invadió Dinamarca, fue retenido por los británicos en Shoreham. Fue registrado en BOAC como G-AGAY el 15 de mayo de 1940 y camuflado. El 9 de enero de 1941 fue transferido a la RAF como DX117; fue desmantelado como resultado de un accidente al aterrizar en 12 de julio de 1941.
Inicialmente, la Luftwaffe utilizó el avión en apoyo de la Kriegsmarine, volando sobre el Mar del Norte, y después de la caída de Francia, el Océano Atlántico. Los aviones realizaban misiones de patrulla marítima y de reconocimiento, buscando convoyes y buques de combate aliados que pudiesen ser blancos para los U-boat. El Condor también podía cargar bombas, y entre junio de 1940 y febrero de 1941, hundieron 365 000 Tn de buques. A mediados de 1941, a raíz de la pérdida de un número importante de aparatos involucrados en combates cercanos con unidades enemigas, se les ordenó a las tripulaciones que evitasen atacar buques y todo combate para preservar los aviones. En agosto de ese año fue derribado el primer Condor por un caza Hawker Hurricane lanzado desde un buque CAM (Catapult Armed Merchant, mercante armado con catapulta de aviones), y la entrada en servicio de portaaviones de escolta representó una seria amenaza. 
En febrero de 1940, se autorizó el ataque a blancos navales poco protegidos o unidades rezagadas utilizando bombas de 250 kg; el primer Fw 200 Condor fue derribado por un caza el 19 de mayo de 1940 y el primer mercante hundido fue el 9 de junio de ese año.
Entre el 21 de septiembre y el 28 de diciembre fueron derribados cuatro Fw 200 Condor por aviones del portaaviones auxiliar inglés HMS Audacity (D0-10). Por ende, no todas las misiones de reconocimiento y ataque con bombas fueron favorables para los alemanes, si un Fw 200 era alcanzado por la antiaérea o un caza del enemigo, su escasa velocidad y notoria falta de resistencia al daño era evidente; y por tanto eran derribados con relativa facilidad, como sucedió muchas veces en el transcurso de la guerra. En febrero de 1941, reconocidas las graves pérdidas y la vulnerabilidad del aparato, se les prohibió efectuar ataques a blancos navales o convoyes y posteriormente fueron derivados a realizar labores de transporte en el frente oriental, donde participaron el Sitio de Stalingrado. Posteriormente, en 1943, a algunas unidades se les dotó de bombas teleguiadas Henschel Hs 293, pero los resultados no fueron satisfactorios.
En la llamada Batalla del Atlántico entre 1940 y 1941, el Kampfgeschwader 40 (KG 40) hundió 35 mercantes y perdió 12 Fw 200 Condor; sin embargo, para 1943, los buques hundidos apenas alcanzaron a 13 embarcaciones contra 18 Fw 200 derribados.
Estas operaciones fueron abandonadas en el otoño de 1944 y los Condor sirvieron durante los meses finales de la guerra como transportes, encuadrados en los Transportstaffeln 5 y 200, así como en el Führerkürierstaffel. Entre los efectivos de este último se incluía el Fw 200C-4/U1 asignado a Heinrich Himmler. Aproximadamente se construyeron en total unos 280 aparatos.
Winston Churchill los llamó "Scourge of the Atlantic" (el azote del Atlántico) durante la Batalla del Atlántico (1939-1945) debido a su contribución a las graves pérdidas aliadas infligidas por los submarinos.
Un Fw 200C-3 sirvió en la fuerza aérea soviética, encuadrado en la unidad NII VVS. Era el serial ex F8+GW (W.Nr.0034). Este avión fue probado en las instalaciones de la NII VVS, Moscú, en marzo de 1943. Fue capturado en Stalingrado. Tenía un esquema de pintura de la marina soviética: RLM72/73/65. Nota: se mantuvieron las insignias de la KG 40 en la proa y los barcos hundidos en la cola.
Un Fw 200C sirvió en la aerolínea del Departamento de Aviación Polar soviética, Aviarktika con el número de serie N-401. Fue visto en el Ártico en 1948.
En España, un Fw 200C-4 sirvió en la Escuela Superior de Vuelo con el serial T.4-2 (ex F8+AS, W.Nr.0175) en Salamanca. Era un avión que aterrizó en Sevilla el 1 de enero de 1943, tras haber sido atacado sobre Casablanca en una misión con base en Bordeaux-Merignac. Fue internado y posteriormente comprado por el Ejército del Aire de España. Cuatro Fw 200 dañados fueron internados y comprados pero no entraron en servicio por razones políticas. Los F8+IT (W.Nr.221) y F8+JR fueron canibalizados para obtener repuestos.

### Transporte de Hitler
El tercer prototipo (Fw 200 V3 (A-0, S-9) Immelmann III de la Regierungsstaffel con serial D-2600, más tarde 26+00 (W.Nr.3099)) fue convertido en el transporte personal de Adolf Hitler. Utilizaba un pendón que era usado sólo cuando el Führer se encontraba a bordo. Su primer camuflaje fue RLM02 (gris suave). Como todos los aviones de Lufthansa, también tenía las góndolas de los motores pintadas en negro; más tarde sería pintado en el esquema estándar de dos clases de verde y las partes inferiores con RLM65 (celeste claro). El código '2600' fue continuado desde los Junkers Ju 52/3m usados por Hitler: D-2600 Immelmann I y WL-2600 Immelmann II.

## Variantes
Existieron tres versiones básicas: el Fw 200A, B y C. El modelo A era un avión puramente civil utilizado por Lufthansa, DDL de Dinamarca y Sindicato Cóndor de Brasil. Los Fw 200B y Fw 200C fueron versiones empleadas como bombarderos de largo alcance, aviones de reconocimiento, transporte de tropas y transporte vip, de los cuales, Hitler, Himmler y Albert Speer era los usuarios más connotados. Adolf Hitler usó un prototipo modificado, el Fw 200V1, como su transporte personal. Su asiento en la cabina estaba equipado con blindaje y con un paracaídas automático. Este avión fue llamado "Immelmann III".
El Sindicato Cóndor Ltda (era Condor Syndikat en 1927) se convirtió en Serviços Aéreos Cóndor en 1941 y en Serviços Aéreos Cruzeiro do Sul en 1943 (Brasil).
Fw 200A-0
Versión de preproducción.
Fw 200B-1
Ejemplar único para Lufhansa, equipado con motores BMW 132DC.
Fw 200B-2
Cinco ejemplares encargados por Dai Nippon KK y dos por la Aero OY finlandesa. Estaban propulsados por motores BMW 132H de 830 hp; tres de ellos fueron terminados y cedidos a Lufthansa, pasando luego al KGzrbV 105 basado en Kiel-Holtenau, junto al único Fw 200B-1.
Fw 200C-0
Versión de preproducción, de estructura reforzada. Los primeros cuatro fueron fabricados como transportes sin armamento, mientras que los otros seis fueron equipados con armamento. 
Fw 200C-1
Primera versión de serie para reconocimiento, equipada con motores BMW 132H, con un cañón MG FF de 20 mm en el morro, una MG 15 en una góndola ventral y otras dos armas del mismo tipo en posiciones dorsales delantera y trasera; el armamento ofensivo era de 4 bombas de 250 kg en soportes subalares.
Fw 200C-2
Similar al C-1, equipado con nuevas barquillas para los motores que reducían la resistencia, y portabombas carenados.
Fw 200C-3
Entrada en servicio en 1941; esta versión estaba propulsada por motores radiales Bramo 323R-2 y su estructura había sido reforzada. 
Fw 200C-3/U1
Armamento defensivo mejorado: un cañón MG 151 de 15 mm en una nueva torreta delantera, y un MG 151/20 que sustituía al MG FF ventral.
Fw 200C-3/U2
Cañón MG 151/20 sustituido por una ametralladora MG 131 de 13 mm para permitir la instalación de una mira de bombardeo Lotfe 7D.
Fw 200C-3/U3
Equipado con dos MG 131 adicionales en las torretas dorsales.
Fw 200C-3/U4
Subtipo final, llevaba otro artillero y dos MG 131 suplementarias montadas lateralmente.
Fw 200C-4
Similar al C-3, puesta en producción en 1942, equipado con un radar de búsqueda FuG Rostock (FuG 200 Hohentwiel); este aparato iba armado con un cañón MG 151 en la torreta dorsal delantera y un MG 151/20 ventral (o una MG 131 cuando se empleaba la mira Lofte 7D) y MG 15 en los demás puestos de tiro.
Fw 200C-4/U1
Transporte de gran velocidad, un solo ejemplar construido. Utilizado como avión personal de Heinrich Himmler.
Fw 200C-4/U2
Transporte de gran velocidad, un solo ejemplar construido.
Fw 200C-6
Algunos Fw 200C-3/U1 y Fw 200C-3/U2 fueron modificados como aviones interinos lanzamisiles, con dos bombas guiadas Henschel Hs 293A bajo las alas y equipo de guía de misiles FuG 203b Kehl; esta versión entró en servicio con el III/KG 40 a mediados de noviembre de 1943.
Fw 200C-8
Versión definitiva de Fw 200C-6 con radar de exploración Hohentwiel.
Fw 200S-1
Denominación especial para el Fw 200 que voló de Berlín a Tokio y de Berlín a Nueva York en 1938.

## Operadores

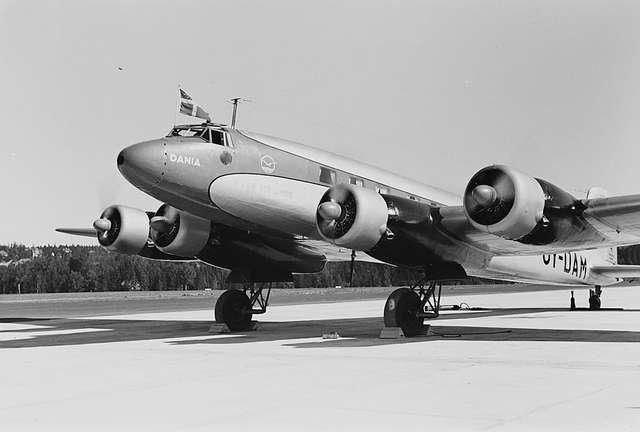
El Fw 200A Dania de la línea aérea danesa DDL en el aeropuerto de Fornebu (Oslo) en 1939.

### Civiles
Alemania
- Lufthansa

 Brasil
- Syndicato Condor S/A

 Dinamarca
- DDL

 Reino Unido
- BOAC

### Militares
Alemania
- Luftwaffe

 España
- Ejército del Aire de España: internados.

 Reino Unido
- Real Fuerza Aérea: un avión.

 Unión Soviética
- Fuerza Aérea Soviética: capturados en la posguerra.

## Supervivientes
Solo existe un Fw 200 relativamente entero. Este avión fue recuperado del fiordo de Trondheim, en Noruega, a finales desde los años 90. A pesar de desintegrarse al ser recobrado, los restos fueron trasladados al Museo Alemán de Tecnología de Berlín para ser reconstruido allí. Una petición del museo para recobrar otro par de alas procedente de una unidad que se había estrellado en Kvitanosi cerca de Voss (Noruega) (piezas necesarias para la completa reconstrucción del aparato) fue denegada porque la población local deseaba dejar los restos en el emplazamiento como memorial.

## Modelos a escala
La compañía Trumpeter tiene un excelente modelo a escala 1/48 del Focke-Wulf Fw 200C-4 Condor. En escala 1/72 existen modelos tanto de Revell Alemania, con las variantes C-4 y otra con las C-5/C-8, como de Trumpeter con la C-4 y otra con la C-3. Otra compañía que lo tiene es Revell Monogram.

## Especificaciones técnicas (Fw 200C-3/U4)

### Características generales
- Longitud: 23,5 m (76,9 ft)
- Envergadura: 32,9 m (107,8 ft)
- Altura: 3,3 m (10,8 ft)
- Superficie alar: 119,9 m² (1290,1 ft²)
- Peso vacío: 17 000 kg (37 468 lb)
- Peso máximo al despegue: 24 500 kg (53 998 lb)
- Planta motriz: 4× motor radial de 9 cilindros refrigerado por aire Bramo 323R-2.
  - Potencia: 809 kW (1115 HP; 1100 CV) cada uno.
- Hélices: 1× Tripala por motor.

### Rendimiento
- Velocidad máxima operativa (Vno): 360 km/h (224 MPH; 194 kt)
- Velocidad crucero (Vc): 335 km/h (208 MPH; 181 kt)
- Alcance: 3560 km (1922 nmi; 2212 mi) (14 h)
- Alcance en combate: km
- Techo de vuelo: 6000 m (19 685 ft)

### Armamento
- Ametralladoras: 

  - 4x MG 131 de 13 mm

- Cañones: 

  - 1x MG 151/20 de 20 mm
- Bombas: 4 GP de 250 kg

## Aeronaves relacionadas

### Desarrollos relacionados
- Focke-Wulf Fw 300
- Focke-Wulf Ta 400

### Secuencias de designación
- Secuencia Fw _ (designaciones del RLM para Focke-Wulf): ← Fw 189 - Fw 190 - Fw 191 - Fw 200 - Fw 206 - Ta 254 - Fw 300 →
- Secuencia Numérica (designaciones del RLM 1933-1945): ← Ar 197 - Ar 198 - Ar 199 - Do 200/Fw 200 - Si 201 - Si 202 - DFS 203 →
- Secuencia T._ (Aeronaves de Transporte del Ejército del Aire español, 1945-1954): T.1 - T.2 - T.3 - T.4 (I) - T.4 (II) - XT.5

### Vídeos
- Vídeo en Youtube Die Deutsche Wochenschau Luftwaffe Focke-Wulf FW-200 Condor en YouTube.
- Vídeo de Fw200 Condor en YouTube.
- Vídeo del prototipo en YouTube.
- Vídeo de Condor en patrulla atlántica en YouTube.

- Datos: Q157485
- Multimedia: Focke-Wulf Fw 200 Condor / Q157485